# 徐粉林
徐粉林（じょ ふんりん、1953年7月 - ）は、中国人民解放軍の軍人。2013年8月現在、広州軍区司令員を務める。階級は上将である。中国共産党党員であり、第18届党中央委員会委員に選出されている。

## 来歴
- 1953年7月 江蘇省金壇県に生まれる。
- 1972年12月 人民解放軍に入隊する。
- 1990年9月 西安市に司令部が駐屯する第47集団軍高射砲旅団の旅団長に任命される。
- 1995年2月 陝西省に駐屯する第139師団の師団長に任命される。
- 1998年6月 陸軍第47集団軍参謀長に任命され、同集団軍党委員会常任委員に選出される。
- 2002年1月 陸軍第47集団軍軍長に任命され、同集団軍党委員会副書記に選出される。
- 2002年7月 少将に昇格する。
- 2004年7月 陸軍第21集団軍軍長に任命され、同集団軍党委員会副書記に選出される。
- 2007年6月 広州軍区参謀長に任命され、同軍区党委員会常任委員に選出される。
- 2008年7月 中将に昇格する。
- 2009年12月 広州軍区司令員に任命され、同軍区党委員会副書記に選出される。
- 2012年11月14日 第18届党中央委員会委員に選出される。
- 2013年7月 上将に昇格する。

第10届全国人民代表大会代表に選出され、第17届党中央委員会候補委員に選出された。その後、第18届党中央委員会委員に選出されている

## 参照
- 广州军区司令员徐粉林简历_搜狐（中国語）
- 中国人民解放军广州军区历任司令员 - 詹林瑞的日志 - 网易博客（中国語）